# تریستان لاهای
تریستان لاهای (انگلیسی: Tristan Lahaye؛ زادهٔ ۱۶ فوریهٔ ۱۹۸۳) بازیکن فوتبال اهل فرانسه است.
از باشگاه‌هایی که در آن بازی کرده‌است می‌توان به باشگاه ورزشی آمیان و باشگاه فوتبال کورتریک اشاره کرد.